# Åsvær
Åsvær est un groupe d'îles de la commune de Dønna , en mer de Norvège dans le comté de Nordland en Norvège.

## Description
Åsvær est un petit archipel situé sur le cercle arctique. Les îles se trouvent sur le côté sud du Nordåsværfjord, à environ 15 kilomètres au sud de l'île de Lovund et à 12 kilomètres au nord-ouest de l'île de Dønna. Les îles sont réputées pour leur pêche au hareng. L'île était également un important village de pêcheurs pour la pêche hivernale à la morue, et certains des pêcheurs de Havstein y vivaient tout l'hiver en rorbu.
Le phare d'Åsvær y a été construit. Le bâtiment actuel a été construit en 1919, remplaçant le bâtiment d'origine en 1876.

## Réserve naturelle
Zone de conservation du paysage d'Åsvær (Åsvær landskapsvernområde) a été créée en 2002 en raison de son paysage naturel et culturel avec la botanique, la géologie et la faune associées.

## Galerie

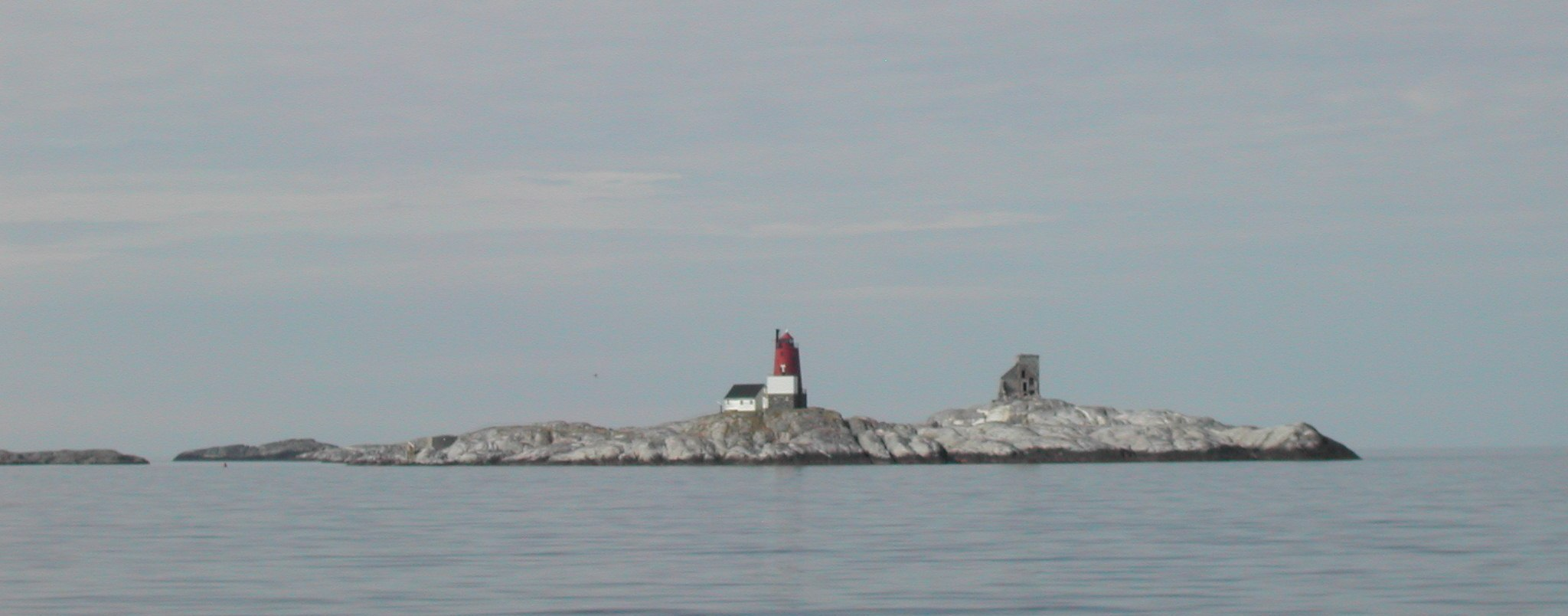
Phare d'Åsvær
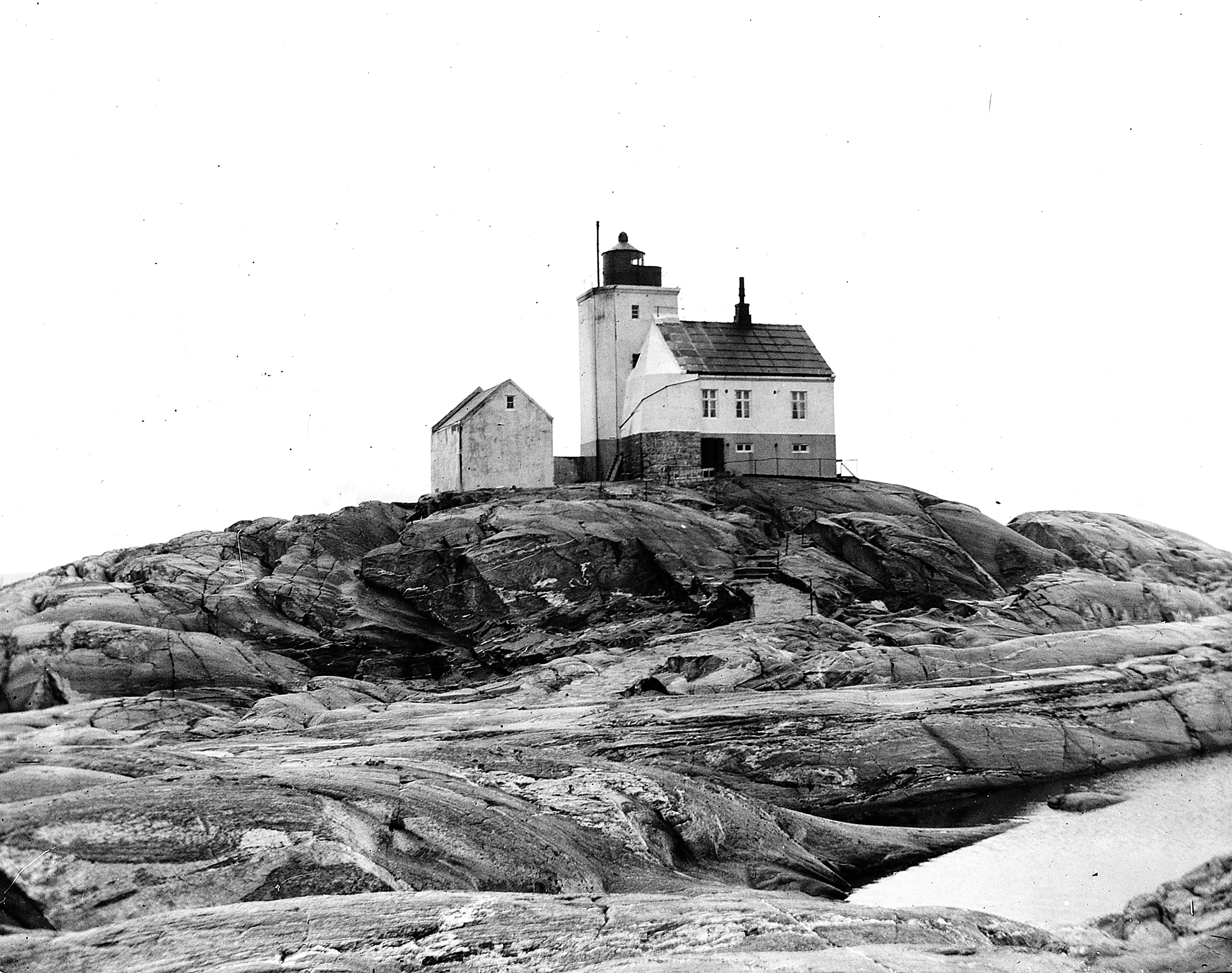
Le phare(1900)